# Lidmaň
Lidmaň (deutsch Lidman) ist eine Gemeinde in Tschechien. Sie liegt sechs Kilometer östlich von Černovice und gehört zum Okres Pelhřimov.

## Geographie
Lidmaň befindet sich im Süden der Böhmisch-Mährischen Höhe in der Quellmulde einen kleinen Baches über dem Zusammenfluss des Lhotkovický potok mit dem Cerekvický potok. Westlich des Dorfes entspringt der Černovický potok. Nördlich erheben sich der Jalový vrch (674 m) und Peklo (649 m), im Süden der Bohutín (710 m), südwestlich die Klemperka (688 m) und im Nordwesten der Vrchy (715 m).
Nachbarorte sind Dobrá Voda u Pacova, Na Peklově und Žlíbek im Norden, Moraveč und Lidmaňka im Nordosten, V Rozepři und Markvarec im Osten, Krumvald und Nový Drahoňov im Südosten, Těmice und Hojava im Süden, Bohutín im Südwesten, Svatava im Westen sowie Lhotka, Vintířov, Tvrziny und Věžná im Nordwesten.
Südlich von Hojava am Wege zum Forsthaus K Eustachů am Bohutín erinnert ein Gedenkstein an das erloschene Dorf Višněvice, von dem heute noch einige Erdwälle künden. An der Straße nach Těmice liegt die Wüstung Huhlov und im Wald nahe Markvarec befand sich einst das Dorf Huntov.

## Geschichte

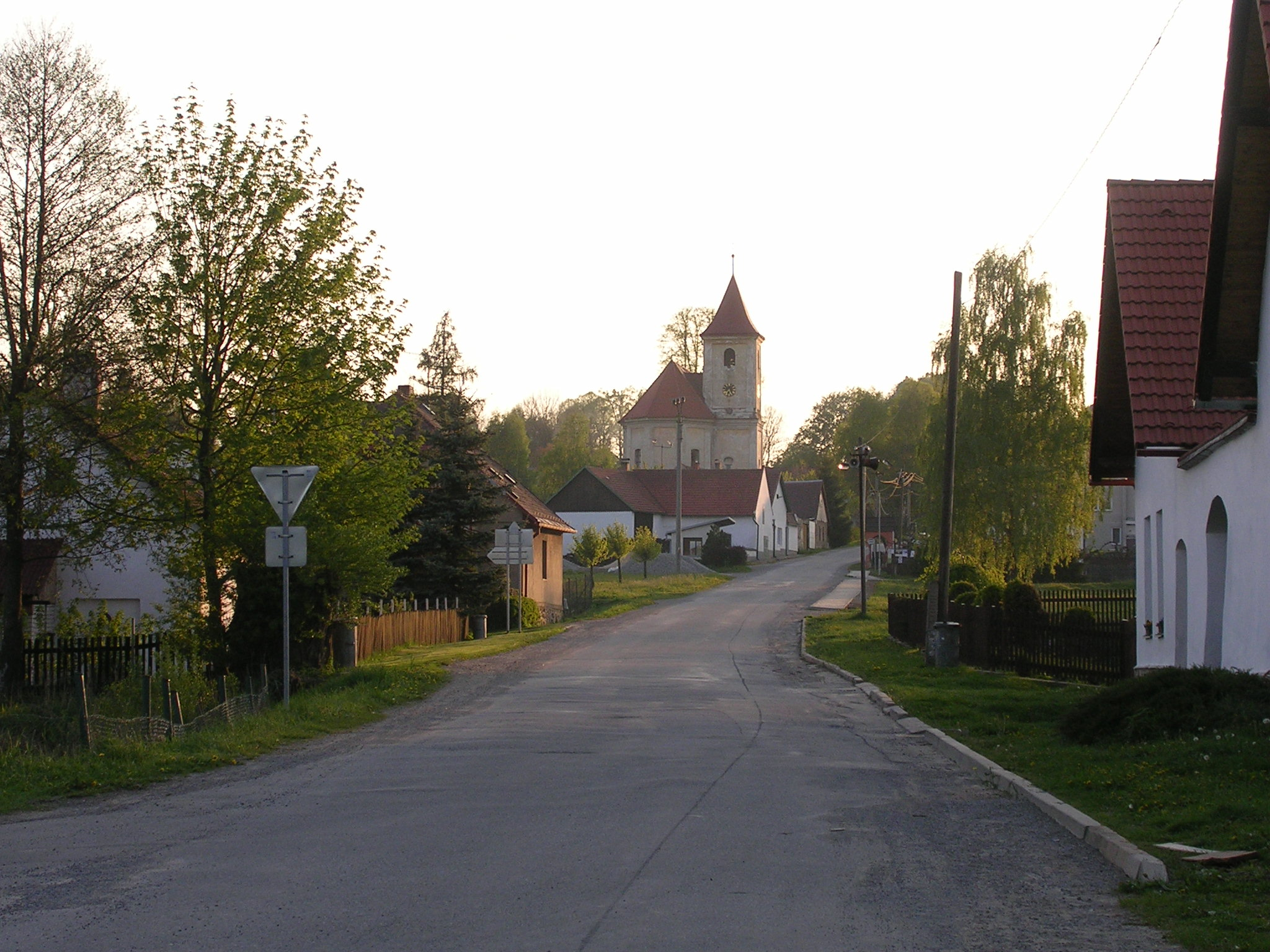
Ortsansicht von Lidmaň

Alten Überlieferungen zufolge bestand die Kirche Mariä Wiegenfest bereits 1125 bei der Einteilung des böhmischen Grenzlandes in Dekanate. Bis 1253 war sie dem Dekanat Řečice angeschlossen. Der erste urkundliche Nachweis des zur bischöflichen Herrschaft Řečice gehörigen Dorfes erfolgte im Jahre 1359. Der Name des Ortes stammt aus der Zeit der deutschen Kolonisation im 14. Jahrhundert und ist bis 1415 in den Formen Libmanicz, Lybmanz (Liebmanns), Liudmanns (Ludmanns), Lydmanns (Liedmanns), Librans und Lidmans überliefert. Später wurde das Dorf als Groß Lidman, Groß Lidmanka und Deutsch Lidman bezeichnet. Das einen Kilometer nordöstlich befindliche Schwesterdorf Lidmaňka trug damals die Namen Klein Lidman, Klein Lidmanka und Böhmisch Lidman. Lidman war im 14. Jahrhundert ein großes Dorf und Pfarrort. In der Umgebung wurde Goldbergbau betrieben. 1378 bestand der Ort aus 40 Anwesen. Aus dem Jahre 1402 ist ein Rechtsstreit über den Kretscham und die Braugerechtigkeit zwischen dem Lidmaner Richter und dem Pfarrer überliefert, den der Geistliche gewann.
Bei der Eroberung der Herrschaft Řečice durch die Hussiten im Jahre 1422 wurde Lidman verwüstet. Das Dorf gehörte nicht nur zu den Besitzungen des Erzbistums Prag, sondern war zu dem von Deutschen besiedelt, gegen die sich der besondere Hass der Aufständischen richtete. Die Kirche und die Pfarre wurden dabei vernichtet. In dieser Zeit wurde Lidmaň an die Herrschaft Kamenitz verpfändet und 1549 an das Gut Božejov angeschlossen. Im Jahre 1580 erwarb die Herrschaft Kamenitz das Dorf erneut. Ab 1641 gehörte Lidmaň zur Černovicer Herrschaft, zu der es bis zur Mitte des 19. Jahrhunderts immer untertänig blieb. 1790 bestand Groß Lidmanka aus 39 Häusern, in Klein Lidmanka waren es 10. In Lhotka bestand zu dieser Zeit ein herrschaftlicher Hof, eine Schäferei und eine Leinenbleiche. Hojava entstand 1796 an der Stelle eines herrschaftlichen Hofes. Die Schule in Lidmaň wurde 1826 errichtet. 1848 lebten in den 56 Häusern von Lidmaň 518 Menschen. In Lidmaňka bestanden 21 Wohnhäuser mit 179 Bewohnern und in den 20 Häusern von Hojava lebten 148 Leute.
Nach der Aufhebung der Patrimonialherrschaften bildete Lidmaň mit den Ortsteilen Lidmaňka und Hojava, den Ansiedlungen Lhotka und Tvrziny sowie der Einschicht Chrastí (Bohutín) ab 1850 eine Gemeinde in der Bezirkshauptmannschaft Pelhřimov. Im Jahre 1863 hatte Lidmaň 568 Einwohner, in Hojava mit der Schinderei Chrastí waren es 189 und in Lidmaňka 165. 1890 hatte die Gemeinde knapp tausend Einwohner und die örtliche Schule wurde von 240 Kindern besucht. Ab 1900 gehörte die Gemeinde Lidmaň zum Bezirk Kamenice nad Lipou. 1921 löste sich Lidmaňka los und bildete eine eigene Gemeinde. Bei dem im selben Jahre erfolgten Zensus wurden in Lidmaň 505, in Lidmaňka 192 und in Hojava 82 Einwohner gezählt. Nach dem Ende des Zweiten Weltkrieges verstärkte sich der seit dem 20. Jahrhundert zu verzeichnende Einwohnerrückgang deutlich, weil ein Teil der Bewohner in die Grenzgebiete abwanderte. 1947 erfolgte die Auflösung des Okres Kamenice nad Lipou und Lidmaň kam zum Okres Pelhřimov zurück. Zugleich wurde Lidmaňka wieder eingemeindet. In den 1950er Jahren waren die größten Bauerngütern der Gemeinde verlassen und unbewirtschaftet. Mit Beginn des Jahres 1989 wurde Lidmaň nach Černovice eingemeindet. Exakt drei Jahre später entstand die Gemeinde Lidmaň wieder.
In Lidmaň und der Umgebung befinden sich eine Vielzahl kleinerer Fischweiher.

## Gemeindegliederung
Die Gemeinde Lidmaň besteht aus den Ortsteilen Bohutín (Bohutin), Hojava (Hojawa), Lidmaň (Lidman) und Lidmaňka (Lidmanka) sowie den Ansiedlungen Lhotka und Tvrziny. Grundsiedlungseinheiten sind Hojava, Lidmaň und Lidmaňka.
Das Gemeindegebiet gliedert sich in die Katastralbezirke Lidmaň und Lidmaňka.

## Sehenswürdigkeiten
- Kirche Mariä Wiegenfest, seit 1125 nachweisbar
- Kapelle am Dorfplatz

## Söhne und Töchter der Gemeinde
- František Pravoslav Volák (1829–1865), Patriot und Übersetzer